# Giải Oscar cho nhạc phim xuất sắc nhất
Giải Oscar cho nhạc phim xuất sắc nhất là một trong các giải Oscar được Viện Hàn lâm Khoa học và Nghệ thuật Điện ảnh trao tặng hàng năm cho nhạc viết riêng cho một phim được cho là hay nhất và tác giả của nó.

## Danh sách theo năm
Dưới đây là danh sách các nhà soạn nhạc được đề cử xếp theo năm gồm cả tên phim và người soạn nhạc. Năm ghi trong danh sách này là năm sản xuất, do đó ví dụ năm 1967 tức năm sản xuất, còn năm đoạt giải là năm 1968.

### 1934–1959

#### Thập niên 1930
| Năm                                      | Tựa phim | Các đề cử |
| ---------------------------------------- | --- | --------- |
| 1934 (7)                                 | |           |
| One Night of Love                        | Columbia Studio Music Department, Louis Silvers, giám đốc bộ phận (nhạc nền của Victor Schertzinger & Gus Kahn)                  |           |
| The Gay Divorcee                         | RKO Radio Studio Music Department, Max Steiner, giám đốc bộ phận (nhạc nền của Kenneth Webb & Sam Hoffenstein)                   |           |
| The Lost Patrol                          | RKO Radio Studio Music Department, Max Steiner, giám đốc bộ phận (nhạc nền của Steiner)                                          |           |
| 1935 (8)                                 | |           |
| The Informer                             | RKO Radio Studio Music Department, Max Steiner, giám đốc bộ phận (nhạc nền của Steiner)                                          |           |
| Captain Blood (tên trên lá phiếu)        | Warner Bros. – First National Studio Music Department, Leo F. Forbstein, giám đốc bộ phận (nhạc nền của Erich Wolfgang Korngold) |           |
| Mutiny on the Bounty                     | Metro-Goldwyn-Mayer Studio Music Department, Nat W. Finston, giám đốc bộ phận (nhạc nền của Herbert Stothart)                    |           |
| Peter Ibbetson                           | Paramount Studio Music Department, Irvin Talbot, giám đốc bộ phận (nhạc nền của Ernst Toch)                                      |           |
| 1936 (9)                                 | |           |
| Anthony Adverse                          | Warner Bros. Studio Music Department, Leo F. Forbstein, giám đốc bộ phận (nhạc nền của Erich Wolfgang Korngold)                  |           |
| The Charge of the Light Brigade          | Warner Bros. Studio Music Department, Leo F. Forbstein, giám đốc bộ phận (nhạc nền của Max Steiner)                              |           |
| The Garden of Allah                      | Selznick International Pictures Music Department, Max Steiner, giám đốc bộ phận (nhạc nền của Steiner)                           |           |
| The General Died at Dawn                 | Paramount Studio Music Department, Boris Morros, giám đốc bộ phận (nhạc nền của Werner Janssen)                                  |           |
| Winterset                                | RKO Radio Studio Music Department, Nathaniel Shilkret, giám đốc bộ phận (nhạc nền của Shilkret)                                  |           |
| 1937 (10)                                | |           |
| One Hundred Men and a Girl               | Universal Studio Music Department, Charles Previn, giám đốc bộ phận (không ghi công ai sáng tác)                                 |           |
| The Hurricane                            | Samuel Goldwyn Studio Music Department, Alfred Newman, giám đốc bộ phận (nhạc nền của Newman)                                    |           |
| In Old Chicago                           | 20th Century-Fox Studio Music Department, Louis Silvers, giám đốc bộ phận (không ghi công ai sáng tác)                           |           |
| The Life of Emile Zola                   | Warner Bros. Studio Music Department, Leo F. Forbstein, giám đốc bộ phận (nhạc nền của Max Steiner)                              |           |
| Lost Horizon                             | Columbia Studio Music Department, Morris Stoloff, giám đốc bộ phận (nhạc nền của Dimitri Tiomkin)                                |           |
| Make a Wish                              | Principal Productions, Hugo Riesenfeld, giám đốc bộ phận (nhạc nền của Riesenfeld)                                               |           |
| Maytime                                  | Metro-Goldwyn-Mayer Studio Music Department, Nat W. Finston, giám đốc bộ phận (nhạc nền của Herbert Stothart)                    |           |
| Portia on Trial                          | Republic Studio Music Department, Alberto Colombo, giám đốc bộ phận (nhạc nền của Colombo)                                       |           |
| The Prisoner of Zenda                    | Selznick International Pictures Music Department, Alfred Newman, giám đốc bộ phận (nhạc nền của Newman)                          |           |
| Quality Street                           | RKO Radio Studio Music Department, Roy Webb, giám đốc bộ phận (nhạc nền của Webb)                                                |           |
| Nàng Bạch Tuyết và bảy chú lùn           | Walt Disney Studio Music Department, Leigh Harline, giám đốc bộ phận (nhạc nền của Frank Churchill, Harline & Paul Smith)        |           |
| Something to Sing About                  | Grand National Studio Music Department, Constantin Bakaleinikoff, giám đốc bộ phận (nhạc nền của Victor Schertzinger)            |           |
| Souls at Sea                             | Paramount Studio Music Department, Boris Morros, giám đốc bộ phận (nhạc nền của W. Franke Harling & Milan Roder)                 |           |
| Way Out West                             | Hal Roach Studio Music Department, Marvin Hatley, giám đốc bộ phận (nhạc nền của Hatley)                                         |           |
| 1938 (11)                                | |           |
| Nhạc nền gốc                             | |           |
| The Adventures of Robin Hood             | Erich Wolfgang Korngold |           |
| Army Girl                                | Victor Young |           |
| Block-Heads                              | Marvin Hatley |           |
| Blockade                                 | Werner Janssen |           |
| Breaking the Ice                         | Victor Young |           |
| The Cowboy and the Lady                  | Alfred Newman |           |
| If I Were King                           | Richard Hageman |           |
| Marie Antoinette                         | Herbert Stothart |           |
| Pacific Liner                            | Russell Bennett |           |
| Suez                                     | Louis Silvers |           |
| The Young in Heart                       | Franz Waxman |           |
| Nhạc nền                                 | |           |
| Alexander's Ragtime Band                 | Alfred Newman |           |
| Carefree                                 | Victor Baravalle |           |
| Girls' School                            | Morris Stoloff & Gregory Stone                                                                                                   |           |
| The Goldwyn Follies                      | Alfred Newman |           |
| Jezebel                                  | Max Steiner |           |
| Mad About Music                          | Charles Previn & Frank Skinner                                                                                                   |           |
| Storm Over Bengal                        | Cy Feuer |           |
| Sweethearts                              | Herbert Stothart |           |
| There Goes My Heart                      | Marvin Hatley |           |
| Tropic Holiday                           | Boris Morros |           |
| The Young in Heart                       | Franz Waxman |           |
| 1939 (12th)                              | |           |
| Original Score                           | |           |
| The Wizard of Oz                         | Herbert Stothart |           |
| Dark Victory                             | Max Steiner |           |
| Eternally Yours                          | Werner Janssen |           |
| Golden Boy                               | Victor Young |           |
| Gone with the Wind                       | Max Steiner |           |
| Gulliver's Travels                       | Victor Young |           |
| The Man in the Iron Mask                 | Lud Gluskin & Lucien Moraweck |           |
| Man of Conquest                          | Victor Young |           |
| Nurse Edith Cavell                       | Anthony Collins |           |
| Of Mice and Men                          | Aaron Copland |           |
| The Rains Came                           | Alfred Newman |           |
| Wuthering Heights                        | Alfred Newman |           |
| Scoring                                  | |           |
| Stagecoach                               | Richard Hageman, W. Franke Harling, John Leipold & Leo Shuken                                                                    |           |
| Babes in Arms                            | Roger Edens & Georgie Stoll |           |
| First Love                               | Charles Previn |           |
| The Great Victor Herbert                 | Phil Boutelje & Arthur Lange |           |
| The Hunchback of Notre Dame              | Alfred Newman |           |
| Intermezzo                               | Lou Forbes |           |
| Mr. Smith Goes to Washington             | Dimitri Tiomkin |           |
| Of Mice and Men                          | Aaron Copland |           |
| The Private Lives of Elizabeth and Essex | Erich Wolfgang Korngold |           |
| She Married a Cop                        | Cy Feuer |           |
| Swanee River                             | Louis Silvers |           |
| They Shall Have Music                    | Alfred Newman |           |
| Way Down South                           | Victor Young |           |

#### Thập niên 1940
- 1940
  - MUSIC (Original Score): Pinocchio - Leigh Harline, Paul J. Smith, Ned Washington
    - Arizona - Victor Young
    - The Dark Command - Victor Young
    - The Fight for Life - Louis Gruenberg
    - The Great Dictator - Meredith Willson
    - The House of the Seven Gables - Frank Skinner
    - The Howards of Virginia - Richard Hageman
    - The Letter - Max Steiner
    - The Long Voyage Home - Richard Hageman
    - The Mark of Zorro - Alfred Newman
    - My Favorite Wife - Roy Webb
    - North West Mounted Police - Victor Young
    - One Million B.C. - Werner Heymann
    - Our Town - Aaron Copland
    - Rebecca - Franz Waxman
    - The Thief of Bagdad - Miklós Rózsa
    - Waterloo Bridge - Herbert Stothart
- 1941
  - MUSIC (Score of a Dramatic Picture): All That Money Can Buy - Bernard Herrmann
    - Back Street - Frank Skinner
    - Ball of Fire - Alfred Newman
    - Cheers for Miss Bishop - Edward Ward
    - Citizen Kane - Bernard Herrmann
    - Dr. Jekyll and Mr. Hyde - Franz Waxman
    - Hold Back the Dawn - Victor Young
    - How Green Was My Valley - Alfred Newman
    - King of the Zombies - Edward Kay
    - Ladies in Retirement - Morris Stoloff, Ernst Toch
    - The Little Foxes - Meredith Willson
    - Lydia - Miklós Rózsa
    - Mercy Island - Cy Feuer, Walter Scharf
    - Sergeant York - Max Steiner
    - So Ends Our Night - Louis Gruenberg
    - Sundown - Miklós Rózsa
    - Suspicion - Franz Waxman
    - Tanks a Million - Edward Ward
    - That Uncertain Feeling - Werner Heymann
    - This Woman Is Mine - Richard Hageman

  - MUSIC (Scoring of a Musical Picture): Dumbo - Frank Churchill, Oliver Wallace
    - All-American Co-Ed - Edward Ward
    - Birth of the Blues - Robert Emmett Dolan
    - Buck Privates - Charles Previn
    - The Chocolate Soldier - Herbert Stothart, Bronislaw Kaper
    - Ice-Capades - Cy Feuer
    - The Strawberry Blonde - Heinz Roemheld
    - Sun Valley Serenade - Emil Newman
    - Sunny - Anthony Collins
    - You'll Never Get Rich - Morris Stoloff
- 1942
  - MUSIC (Score of a Dramatic or Comedy Picture): Now, Voyager - Max Steiner
    - Arabian Nights - Frank Skinner
    - Bambi - Frank Churchill (posthumous nomination), Edward Plumb
    - The Black Swan - Alfred Newman
    - The Corsican Brothers - Dimitri Tiomkin
    - Flying Tigers - Victor Young
    - The Gold Rush - Max Terr
    - I Married a Witch - Roy Webb
    - Joan of Paris - Roy Webb
    - Jungle Book - Miklós Rózsa
    - Klondike Fury - Edward Kay
    - The Pride of the Yankees - Leigh Harline
    - Random Harvest - Herbert Stothart
    - The Shanghai Gesture - Richard Hageman
    - Silver Queen - Victor Young
    - Take a Letter, Darling - Victor Young
    - The Talk of the Town - Friedrich Hollaender, Morris Stoloff
    - To Be or Not to Be - Werner Heymann

  - MUSIC (Scoring of a Musical Picture): Yankee Doodle Dandy - Ray Heindorf, Heinz Roemheld
    - Flying with Music - Edward Ward
    - For Me and My Gal - Roger Edens, Georgie Stoll
    - Holiday Inn - Robert Emmett Dolan
    - It Started with Eve - Hans Salter, Charles Previn
    - Johnny Doughboy - Walter Scharf
    - My Gal Sal - Alfred Newman
    - You Were Never Lovelier - Leigh Harline
- 1943
  - MUSIC (Score of a Dramatic or Comedy Picture): The Song of Bernadette - Alfred Newman
    - The Amazing Mrs. Holliday - Frank Skinner, Hans J. Salter
    - Casablanca - Max Steiner
    - Commandos Strike at Dawn - Morris Stoloff, Louis Gruenberg
    - The Fallen Sparrow - Roy Webb, C. Bakaleinikoff
    - For Whom the Bell Tolls - Victor Young
    - Hangmen Also Die - Hanns Eisler
    - Hi Diddle Diddle - Phil Boutelje
    - In Old Oklahoma - Walter Scharf
    - Johnny Come Lately - Leigh Harline
    - The Kansan - Gerard Carbonara
    - Lady of Burlesque - Arthur Lange
    - Madame Curie - Herbert Stothart
    - The Moon and Sixpence - Dimitri Tiomkin
    - The North Star - Aaron Copland
    - Victory Through Air Power - Edward H. Plumb, Paul Smith, Oliver G. Wallace

  - MUSIC (Scoring of a Musical Picture): This Is the Army - Ray Heindorf
    - Coney Island - Alfred Newman
    - Hit Parade of 1943 - Walter Scharf
    - Phantom of the Opera - Edward Ward
    - Saludos Amigos - Charles Wolcott, Edward H. Plumb, Paul J. Smith
    - The Sky's the Limit - Leigh Harline
    - Something to Shout About - Morris Stoloff
    - Stage Door Canteen - Frederic E. Rich
    - Star Spangled Rhythm - Robert Emmett Dolan
    - Thousands Cheer - Herbert Stothart
- 1944
  - MUSIC (Score of a Dramatic or Comedy Picture): Since You Went Away - Max Steiner
    - Address Unknown - Morris Stoloff, Ernst Toch
    - The Adventures of Mark Twain - Max Steiner
    - The Bridge of San Luis Rey - Dimitri Tiomkin
    - Casanova Brown - Arthur Lange
    - Christmas Holiday - H. J. Salter
    - Double Indemnity - Miklós Rózsa
    - The Fighting Seabees - Walter Scharf, Roy Webb
    - The Hairy Ape - Edward Paul, Michel Michelet
    - It Happened Tomorrow - Robert Stolz
    - Jack London - Frederic Efrem Rich
    - Kismet - Herbert Stothart
    - None but the Lonely Heart - Hanns Eisler, C. Bakaleinikoff
    - The Princess and the Pirate - David Rose
    - Summer Storm - Karl Hajos
    - Three Russian Girls - Franke Harling
    - Up in Mabel's Room - Edward Paul
    - Voice in the Wind - Michel Michelet
    - Wilson - Alfred Newman
    - Woman of the Town - Miklós Rózsa

  - MUSIC (Scoring of a Musical Picture): Cover Girl - Morris Stoloff, Carmen Dragon
    - Brazil - Walter Scharf
    - Higher and Higher - C. Bakaleinikoff
    - Hollywood Canteen - Ray Heindorf
    - Irish Eyes Are Smiling - Alfred Newman
    - Knickerbocker Holiday - Werner R. Heymann, Kurt Weill
    - Lady in the Dark - Robert Emmett Dolan
    - Lady, Let's Dance - Edward Kay
    - Meet Me in St. Louis - Georgie Stoll
    - The Merry Monahans - H. J. Salter
    - Minstrel Man - Ferde Grofe, Leo Erdody
    - Sensations of 1945 - Mahlon Merrick
    - Song of the Open Road - Charles Previn
    - Up in Arms - Ray Heindorf, Louis Forbes
- 1945
  - MUSIC (Score of a Dramatic or Comedy Picture): Spellbound - Miklós Rózsa
    - The Bells of St. Mary's - Robert Emmett Dolan
    - Brewster's Millions - Lou Forbes
    - Captain Kidd - Werner Janssen
    - The Enchanted Cottage - Roy Webb
    - Flame of Barbary Coast - Morton Scott, Dale Butts
    - G. I. Honeymoon - Edward J. Kay
    - The Story of G.I. Joe - Louis Applebaum, Ann Ronell
    - Guest in the House - Werner Janssen
    - Guest Wife - Daniele Amfitheatrof
    - The Keys of the Kingdom - Alfred Newman
    - The Lost Weekend - Miklós Rózsa
    - Love Letters - Victor Young
    - The Man Who Walked Alone - Karl Hajos
    - Objective, Burma! - Franz Waxman
    - Paris--Underground - Alexander Tansman
    - A Song to Remember - Miklós Rózsa, Morris Stoloff
    - The Southerner - Werner Janssen
    - This Love of Ours - H. J. Salter
    - The Valley of Decision - Herbert Stothart
    - The Woman in the Window - Arthur Lange, Hugo Friedhofer

  - MUSIC (Scoring of a Musical Picture): Anchors Aweigh - Georgie Stoll
    - Belle of the Yukon - Arthur Lange
    - Can't Help Singing - Jerome Kern (posthumous nomination), H. J. Salter
    - Hitchhike to Happiness - Morton Scott
    - Incendiary Blonde - Robert Emmett Dolan
    - Rhapsody in Blue - Ray Heindorf, Max Steiner
    - State Fair - Alfred Newman, Charles Henderson
    - Sunbonnet Sue - Edward J. Kay
    - The Three Caballeros - Charles Wolcott, Edward Plumb, Paul J. Smith
    - Tonight and Every Night - Marlin Skiles, Morris Stoloff
    - Why Girls Leave Home - Walter Greene
    - Wonder Man - Ray Heindorf, Lou Forbes
- 1946
  - MUSIC (Score of a Dramatic or Comedy Picture): The Best Years of Our Lives - Hugo Friedhofer
    - Anna and the King of Siam - Bernard Herrmann
    - Henry V - William Walton
    - Humoresque - Franz Waxman
    - The Killers - Miklós Rózsa

  - MUSIC (Scoring of a Musical Picture): The Jolson Story - Morris Stoloff
    - Blue Skies - Robert Emmett Dolan
    - Centennial Summer - Alfred Newman
    - The Harvey Girls - Lennie Hayton
    - Night and Day - Ray Heindorf, Max Steiner
- 1947
  - MUSIC (Score of a Dramatic or Comedy Picture): A Double Life - Miklós Rózsa
    - The Bishop's Wife - Hugo Friedhofer
    - Captain from Castile - Alfred Newman
    - Forever Amber - David Raksin
    - Life with Father - Max Steiner

  - MUSIC (Scoring of a Musical Picture): Mother Wore Tights - Alfred Newman
    - Fiesta - Johnny Green
    - My Wild Irish Rose - Ray Heindorf, Max Steiner
    - Road to Rio - Robert Emmett Dolan
    - Song of the South - Daniele Amfitheatrof, Paul J. Smith, Charles Wolcott
- 1948
  - MUSIC (Score of a Dramatic or Comedy Picture): The Red Shoes - Brian Easdale
    - Hamlet - William Walton
    - Joan of Arc - Hugo Friedhofer
    - Johnny Belinda - Max Steiner
    - The Snake Pit - Alfred Newman

  - MUSIC (Scoring of a Musical Picture): Easter Parade - Johnny Green, Roger Edens
    - The Emperor Waltz - Victor Young
    - The Pirate - Lennie Hayton
    - Romance on the High Seas - Ray Heindorf
    - When My Baby Smiles at Me - Alfred Newman
- 1949
  - MUSIC (Score of a Dramatic or Comedy Picture): The Heiress - Aaron Copland
    - Beyond the Forest - Max Steiner
    - Champion - Dimitri Tiomkin

  - MUSIC (Scoring of a Musical Picture): On the Town - Roger Edens, Lennie Hayton
    - Jolson Sings Again - Morris Stoloff, George Duning
    - Look for the Silver Lining - Ray Heindorf
- 1950
  - MUSIC (Score of a Dramatic or Comedy Picture): Sunset Boulevard - Franz Waxman
    - All About Eve - Alfred Newman
    - The Flame and the Arrow - Max Steiner
    - No Sad Songs for Me - George Duning
    - Samson and Delilah - Victor Young

  - MUSIC (Scoring of a Musical Picture):  Annie Get Your Gun - Adolph Deutsch, Roger Edens
    - Cinderella - Oliver Wallace, Paul J. Smith
    - I'll Get By - Lionel Newman
    - Three Little Words - Andre Previn
    - The West Point Story - Ray Heindorf
- 1951
  - MUSIC (Score of a Dramatic or Comedy Picture): A Place in the Sun - Franz Waxman
    - David and Bathsheba - Alfred Newman
    - Death of a Salesman - Alex North
    - Quo Vadis - Miklós Rózsa
    - A Streetcar Named Desire - Alex North

  - MUSIC (Scoring of a Musical Picture):  An American in Paris - Johnny Green, Saul Chaplin
    - Alice in Wonderland - Oliver Wallace
    - The Great Caruso - Peter Herman Adler, Johnny Green
    - On the Riviera - Alfred Newman
    - Show Boat - Adolph Deutsch, Conrad Salinger
- 1952
  - MUSIC (Score of a Dramatic or Comedy Picture):  High Noon - Dimitri Tiomkin
    - Ivanhoe - Miklós Rózsa
    - The Miracle of Our Lady of Fatima - Max Steiner
    - The Thief - Herschel Burke Gilbert
    - Viva Zapata! - Alex North

  - MUSIC (Scoring of a Musical Picture):  With a Song in My Heart - Alfred Newman
    - Hans Christian Andersen - Walter Scharf
    - The Jazz Singer - Ray Heindorf, Max Steiner
    - The Medium - Gian-Carlo Menotti
    - Singin' in the Rain - Lennie Hayton
- 1953
  - MUSIC (Score of a Dramatic or Comedy Picture): Lili - Bronislau Kaper
    - Above and Beyond - Hugo Friedhofer
    - From Here to Eternity - Morris Stoloff, George Duning
    - Julius Caesar - Miklós Rózsa
    - This is Cinerama - Louis Forbes

  - MUSIC (Scoring of a Musical Picture): Call Me Madam - Alfred Newman
    - The Band Wagon - Adolph Deutsch
    - Calamity Jane - Ray Heindorf
    - The 5,000 Fingers of Dr. T - Friedrich Hollaender, Morris Stoloff
    - Kiss Me, Kate - Andre Previn, Saul Chaplin
- 1954
  - MUSIC (Score of a Dramatic or Comedy Picture): The High and the Mighty - Dimitri Tiomkin
    - The Caine Mutiny - Max Steiner
    - Genevieve - Larry Adler (Front: Muir Mathieson)
    - On the Waterfront - Leonard Bernstein
    - The Silver Chalice - Franz Waxman

  - MUSIC (Scoring of a Musical Picture): Seven Brides for Seven Brothers - Adolph Deutsch, Saul Chaplin
    - Carmen Jones - Herschel Burke Gilbert
    - The Glenn Miller Story - Joseph Gershenson, Henry Mancini
    - A Star Is Born - Ray Heindorf
    - There's No Business Like Show Business - Alfred Newman, Lionel Newman
- 1955
  - MUSIC (Score of a Dramatic or Comedy Picture): Love Is a Many-Splendored Thing - Alfred Newman
    - Battle Cry - Max Steiner
    - The Man with the Golden Arm - Elmer Bernstein
    - Picnic - George Duning
    - The Rose Tattoo - Alex North

  - MUSIC (Scoring of a Musical Picture):  Oklahoma! - Robert Russell Bennett, Jay Blackton, Adolph Deutsch
    - Daddy Long Legs - Alfred Newman
    - Guys and Dolls - Jay Blackton, Cyril J. Mockridge
    - It's Always Fair Weather - Andre Previn
    - Love Me or Leave Me - Percy Faith, George Stoll
- 1956
  - MUSIC (Score of a Dramatic or Comedy Picture): Around the World in Eighty Days - Victor Young (posthumous award)
    - Anastasia - Alfred Newman
    - Between Heaven and Hell - Hugo Friedhofer
    - Giant - Dimitri Tiomkin
    - The Rainmaker - Alex North

  - MUSIC (Scoring of a Musical Picture):  The King and I - Alfred Newman, Ken Darby
    - The Best Things in Life Are Free - Lionel Newman
    - The Eddy Duchin Story - Morris Stoloff, George Duning
    - High Society - Johnny Green, Saul Chaplin
    - Meet Me in Las Vegas - George Stoll, Johnny Green
- 1957
  - MUSIC (Score): The Bridge on the River Kwai - Malcolm Arnold
    - An Affair to Remember - Hugo Friedhofer
    - Boy on a Dolphin - Hugo Friedhofer
    - Perri - Paul Smith
    - Raintree County - Johnny Green
- 1958
  - MUSIC (Score of a Dramatic or Comedy Picture): The Old Man and the Sea - Dimitri Tiomkin
    - The Big Country - Jerome Moross
    - Separate Tables - David Raksin
    - White Wilderness - Oliver Wallace
    - The Young Lions - Hugo Friedhofer

  - MUSIC (Scoring of a Musical Picture): Gigi - Andre Previn
    - The Bolshoi Ballet - Yuri Faier, G. Rozhdestvensky
    - Damn Yankees - Ray Heindorf
    - Mardi Gras - Lionel Newman
    - South Pacific - Alfred Newman, Ken Darby
- 1959
  - MUSIC (Score of a Dramatic or Comedy Picture): Ben-Hur - Miklós Rózsa
    - The Diary of Anne Frank - Alfred Newman
    - The Nun's Story - Franz Waxman
    - On the Beach - Ernest Gold
    - Pillow Talk - Frank DeVol

  - MUSIC (Scoring of a Musical Picture): Porgy and Bess - Andre Previn, Ken Darby
    - The Five Pennies - Leith Stevens
    - Li'l Abner - Nelson Riddle, Joseph J. Lilley
    - Say One for Me - Lionel Newman
    - Sleeping Beauty - George Bruns
- 1960
  - MUSIC (Score of a Dramatic or Comedy Picture): Exodus - Ernest Gold
    - The Alamo - Dimitri Tiomkin
    - Elmer Gantry - Andre Previn
    - The Magnificent Seven - Elmer Bernstein
    - Spartacus - Alex North

  - MUSIC (Scoring of a Musical Picture): Song without End (The Story of Franz Liszt) - Morris Stoloff, Harry Sukman
    - Bells Are Ringing - Andre Previn
    - Can-Can - Nelson Riddle
    - Let's Make Love - Lionel Newman, Earle H. Hagen
    - Pepe - Johnny Green
- 1961
  - MUSIC (Score of a Dramatic or Comedy Picture): Breakfast at Tiffany's - Henry Mancini
    - El Cid - Miklós Rózsa
    - Fanny - Morris Stoloff, Harry Sukman
    - The Guns of Navarone - Dimitri Tiomkin
    - Summer and Smoke - Elmer Bernstein

  - MUSIC (Scoring of a Musical Picture): West Side Story - Saul Chaplin, Johnny Green, Sid Ramin, Irwin Kostal
    - Babes in Toyland - George Bruns
    - Flower Drum Song (phim) - Alfred Newman, Ken Darby
    - Khovanshchina - Dimitri Shostakovich
    - Paris Blues - Duke Ellington
- 1962
  - MUSIC (Original Music Score): Lawrence of Arabia - Maurice Jarre
    - Freud - Jerry Goldsmith
    - Mutiny on the Bounty - Bronislau Kaper
    - Taras Bulba - Franz Waxman
    - To Kill a Mockingbird - Elmer Bernstein

  - MUSIC (Scoring of Music-adaptation or treatment): The Music Man - Ray Heindorf
    - Billy Rose's Jumbo - George Stoll
    - Gigot - Michel Magne
    - Gypsy - Frank Perkins
    - The Wonderful World of the Brothers Grimm - Leigh Harline
- 1963
  - MUSIC (Original Music Score): Tom Jones - John Addison
    - Cleopatra - Alex North
    - 55 ngày at Peking - Dimitri Tiomkin
    - How the West Was Won - Alfred Newman, Ken Darby
    - It's a Mad, Mad, Mad, Mad World - Ernest Gold

  - MUSIC (Scoring of Music-adaptation or treatment): Irma la Douce - Andre Previn
    - Bye Bye Birdie - Jack N. Green
    - A New Kind of Love - Leith Stevens
    - Sundays and Cybele - Maurice Jarre
    - The Sword in the Stone - George Bruns
- 1964
  - MUSIC (Original Music Score): Mary Poppins - Richard M. Sherman, Robert B. Sherman
    - Becket - Laurence Rosenthal
    - The Fall of the Roman Empire - Dimitri Tiomkin
    - Hush... Hush, Sweet Charlotte - Frank DeVol
    - The Pink Panther - Henry Mancini

  - MUSIC (Scoring of Music-adaptation or treatment): My Fair Lady - Andre Previn
    - A Hard Day's Night - George Martin
    - Mary Poppins - Irwin Kostal
    - Robin and the 7 Hoods - Nelson Riddle
    - The Unsinkable Molly Brown - Robert Armbruster, Leo Arnaud, Jack Elliott, Jack Hayes, Calvin Jackson, Leo Shuken
- 1965
  - MUSIC (Original Music Score): Doctor Zhivago - Maurice Jarre
    - The Agony and the Ecstasy - Alex North
    - The Greatest Story Ever Told - Alfred Newman
    - A Patch of Blue - Jerry Goldsmith
    - The Umbrellas of Cherbourg - Michel Legrand, Jacques Demy

  - MUSIC (Scoring of Music-adaptation or treatment): The Sound of Music - Irwin Kostal
    - Cat Ballou - DeVol
    - The Pleasure Seekers - Lionel Newman, Alexander Courage
    - A Thousand Clowns - Don Walker
    - The Umbrellas of Cherbourg - Michel Legrand
- 1966
  - MUSIC (Original Music Score): Born Free - John Barry
    - The Bible: In the Beginning - Toshiro Mayuzumi
    - Hawaii - Elmer Bernstein
    - The Sand Pebbles - Jerry Goldsmith
    - Who's Afraid of Virginia Woolf? - Alex North

  - MUSIC (Scoring of Music-adaptation or treatment):  A Funny Thing Happened on the Way to the Forum - Ken Thorne
    - Tin Mừng theo thánh Mátthêu - Luis Enrique Bacalov
    - Return of the Seven - Elmer Bernstein
    - The Singing Nun - Harry Sukman
    - Stop the World - I Want to Get Off - Al Ham
- 1967
  - MUSIC (Original Music Score): Thoroughly Modern Millie - Elmer Bernstein
    - Cool Hand Luke - Lalo Schifrin
    - Doctor Dolittle - Leslie Bricusse
    - Far from the Madding Crowd - Richard Rodney Bennett
    - In Cold Blood - Quincy Jones

  - MUSIC (Scoring of Music-adaptation or treatment): Camelot - Alfred Newman, Ken Darby
    - Doctor Dolittle - Lionel Newman, Alexander Courage
    - Guess Who's Coming to Dinner - DeVol
    - Thoroughly Modern Millie - Andre Previn, Joseph Gershenson
    - Valley of the Dolls - John Williams
- 1968
  - MUSIC (Original Score): The Lion in Winter - John Barry
    - The Fox - Lalo Schifrin
    - Planet of the Apes - Jerry Goldsmith
    - The Shoes of the Fisherman - Alex North
    - The Thomas Crown Affair - Michel Legrand

  - MUSIC (Score of a Musical Picture-original or adaptation): Oliver! - Adaptation score by Johnny Green
    - Finian's Rainbow - Adaptation score by Ray Heindorf
    - Funny Girl - Adaptation score by Walter Scharf
    - Star! - Adaptation score by Lennie Hayton
    - The Young Girls of Rochefort - Music and adaptation score by Michel Legrand; lyrics by Jacques Demy
- 1969
  - MUSIC (Original Score): Butch Cassidy and the Sundance Kid - Burt Bacharach
    - Anne of the Thousand Days - Georges Delerue
    - The Reivers - John Williams
    - The Secret of Santa Vittoria - Ernest Gold
    - The Wild Bunch - Jerry Fielding

  - MUSIC (Score of a Musical Picture-original or adaptation): Hello, Dolly! - Adaptation score by Lennie Hayton và Lionel Newman
    - Goodbye, Mr. Chips - Music and lyrics by Leslie Bricusse; adaptation score by John Williams
    - Paint Your Wagon - Adaptation score by Nelson Riddle
    - Sweet Charity - Adaptation score by Cy Coleman
    - They Shoot Horses, Don't They? - Adaptation score by John Green và Albert Woodbury

### 1970–1999
- 1970
  - Original Score: Love Story - Francis Lai
    - Airport - Alfred Newman (posthumous nomination)
    - Cromwell - Frank Cordell
    - Patton - Jerry Goldsmith
    - I Girasoli - Henry Mancini

  - Original Song Score: Let It Be - music and lyrics by The Beatles
    - The Baby Maker - music by Fred Karlin; lyrics by Tylwyth Kymry
    - A Boy Named Charlie Brown - music by Rod McKuen, John Scott Trotter; lyrics by Rod McKuen, Bill Meléndez; Al Shean; adaptation score by Vince Guaraldi
    - Darling Lili - Music by Henry Mancini; lyrics by Johnny Mercer
    - Scrooge - music by Leslie Bricusse; lyrics by Ian Fraser; Herbert W. Spencer
- 1971
  - Original Score: Summer of '42 - Michel Legrand
    - Mary, Queen of Scots - John Barry
    - Nicholas and Alexandra - Richard Rodney Bennett
    - Shaft - Isaac Hayes
    - Straw Dogs - Jerry Fielding

  - Original Song Score and Adaptation: Fiddler on the Roof - Adaptation Score by John Williams
    - Bedknobs and Broomsticks - Song Score by Richard M. Sherman, Robert B. Sherman; Adaptation Score by Irwin Kostal
    - The Boy Friend - Adaptation Score by Peter Maxwell Davies, Peter Greenwell
    - Tchaikovsky - Adaptation Score by Dimitri Tiomkin
    - Willy Wonka & the Chocolate Factory - Song Score by Leslie Bricusse, Anthony Newley; Adaptation Score by Walter Scharf
- 1972
  - Original Score: Limelight - Charles Chaplin, Raymond Rasch (posthumous award), Larry Russell (posthumous award) (Note: This phim was originally released in 1952, but did not play in Los Angeles until 1972, at which point it become eligible for nomination)
    - The Godfather - Nino Rota (Note: Was withdrawn when found that Rota had used music from an earlier score and was replaced by that of Sleuth)
    - Images - John Williams
    - Napoleon and Samantha -- Buddy Baker
    - The Poseidon Adventure -- John Williams
    - Sleuth - John Addison

  - Original Song Score and Adaptation: Cabaret—Adaptation Score by Ralph Burns
    - Lady Sings the Blues - Adaptation Score by Gil Askey
    - Man of La Mancha - Adaptation Score by Laurence Rosenthal
- 1973
  - Original Score: The Way We Were - Marvin Hamlisch
    - Cinderella Liberty - John Williams
    - The Day of the Dolphin - Georges Delerue
    - Papillon - Jerry Goldsmith
    - A Touch of Class - John Cameron

  - Original Song Score and Adaptation: The Sting - Adaptation Score by Marvin Hamlisch
    - Jesus Christ Superstar - Adaptation Score by André Previn, Herbert W. Spencer và Andrew Lloyd Webber
    - Tom Sawyer—Song Score by Richard M. Sherman và Robert B. Sherman; Adaptation Score by John Williams
- 1974
  - Original Score: The Godfather Part II - Nino Rota, Carmine Coppola
    - Chinatown - Jerry Goldsmith
    - Murder on the Orient Express - Richard Rodney Bennett
    - Shanks - Alex North
    - The Towering Inferno - John Williams

  - Original Song Score and Adaptation: The Great Gatsby - Adaptation Score by Nelson Riddle
    - The Little Prince - Song Score by Alan Jay Lerner và Frederick Loewe; Adaptation Score by Angela Morley và Douglas Gamley
    - Phantom of the Paradise - Song Score by Paul Williams; Adaptation Score by Paul Williams và George Aliceson Tipton
- 1975
  - Original Score: Jaws - John Williams
    - Birds Do It, Bees Do It - Gerald Fried
    - Bite the Bullet (phim) - Alex North
    - One Flew Over the Cuckoo's Nest - Jack Nitzsche
    - The Wind and the Lion - Jerry Goldsmith

  - Original Song Score and Adaptation: Barry Lyndon - Adaptation Score by Leonard Rosenman
    - Funny Lady - Adaptation Score by Peter Matz
    - Tommy - Adaptation Score by Peter Townshend
- 1976
  - Original Score: The Omen - Jerry Goldsmith
    - Obsession - Bernard Herrmann (posthumous nomination)
    - The Outlaw Josey Wales - Jerry Fielding
    - Taxi Driver - Bernard Herrmann (posthumous nomination)
    - Voyage of the Damned - Lalo Schifrin

  - Original Song Score and Its Adaptation or Adaptation Score: Bound for Glory - Adaptation Score by Leonard Rosenman
    - Bugsy Malone - Song Score and Adaptation Score by Paul Williams
    - A Star Is Born - Adaptation Score by Roger Kellaway
- 1977
  - Original Score: Star Wars - John Williams
    - Close Encounters of the Third Kind - John Williams
    - Julia - Georges Delerue
    - Mohammad, Messenger of God - Maurice Jarre
    - The Spy Who Loved Me - Marvin Hamlisch

  - Original Song Score and Its Adaptation or Adaptation Score: A Little Night Music - Adaptation Score by Jonathan Tunick
    - Pete's Dragon - Song Score by Al Kasha và Joel Hirschhorn; Adaptation Score by Irwin Kostal
    - The Slipper and the Rose--The Story of Cinderella - Song Score by Richard M. Sherman và Robert B. Sherman; Adaptation Score by Angela Morley
- 1978
  - Original Score: Midnight Express - Giorgio Moroder
    - The Boys from Brazil - Jerry Goldsmith
    - Days of Heaven - Ennio Morricone
    - Heaven Can Wait - Dave Grusin
    - Superman - John Williams

  - Adaptation Score: The Buddy Holly Story - Joe Renzetti
    - Pretty Baby - Jerry Wexler
    - The Wiz - Quincy Jones
- 1979
  - Original Score: A Little Romance - Georges Delerue
    - The Amityville Horror - Lalo Schifrin
    - The Champ - Dave Grusin
    - Star Trek: The Motion Picture - Jerry Goldsmith
    - 10 - Henry Mancini

  - Original Song Score and Its Adaptation or Adaptation Score: All That Jazz - Adaptation Score by Ralph Burns
    - Breaking Away - Adaptation Score by Patrick Williams
    - The Muppet Movie - Song Score by Paul Williams và Kenny Ascher; Adaptation Score by Paul Williams
- 1980 Fame - Michael Gore
  - Altered States - John Corigliano
  - The Elephant Man - John Morris
  - The Empire Strikes Back - John Williams
  - Tess - Philippe Sarde
- 1981 Chariots of Fire - Vangelis
  - Dragonslayer - Alex North
  - On Golden Pond - Dave Grusin
  - Ragtime - Randy Newman
  - Raiders of the Lost Ark - John Williams
- 1982
  - Original Score: E.T. - John Williams
    - Gandhi - Ravi Shankar; George Fenton
    - An Officer and a Gentleman - Jack Nitzsche
    - Poltergeist - Jerry Goldsmith
    - Sophie's Choice - Marvin Hamlisch

  - Original Song Score and Its Adaptation or Adaptation Score: Victor/Victoria - Song Score by Henry Mancini, Leslie Bricusse Adaptation Score by Henry Mancini
    - Annie - Adaptation Score by Ralph Burns
    - One from the Heart - Song Score by Tom Waits
- 1983
  - Original Score: The Right Stuff - Bill Conti
    - Cross Creek - Leonard Rosenman
    - Return of the Jedi - John Williams
    - Terms of Endearment - Michael Gore
    - Under Fire - Jerry Goldsmith

  - Original Song Score or Adaptation Score: Yentl - Song Score by Michel Legrand, Alan Bergman, Marilyn Bergman
    - Sting II - Adaptation Score by Lalo Schifrin
    - Trading Places - Adaptation Score by Elmer Bernstein
- 1984
  - Original Score: A Passage to India - Maurice Jarre
    - Indiana Jones and the Temple of Doom - John Williams
    - The Natural - Randy Newman
    - The River - John Williams
    - Under the Volcano - Alex North

  - Original Song Score: Purple Rain - Prince
    - The Muppets Take Manhattan - Jeff Moss
    - Songwriter - Kris Kristofferson

Best Original Score
- 1985 Out of Africa - John Barry
  - Agnes of God - Georges Delerue
  - The Color Purple - Quincy Jones; Jeremy Lubbock; Rod Temperton; Caiphus Semenya; Andraé Crouch; Chris Boardman; Jorge Calandrelli; Joel Rosenbaum; Fred Steiner; Jack Hayes; Jerry Hey; Randy Kerber
  - Silverado - Bruce Broughton
  - Witness - Maurice Jarre
- 1986 'Round Midnight - Herbie Hancock
  - Aliens - James Horner
  - Hoosiers - Jerry Goldsmith
  - The Mission - Ennio Morricone
  - Star Trek IV: The Voyage Home - Leonard Rosenman
- 1987 The Last Emperor - Ryuichi Sakamoto, David Byrne, Cong Su
  - Cry Freedom - George Fenton; Jonas Gwangwa
  - Empire of the Sun - John Williams
  - The Untouchables - Ennio Morricone
  - The Witches of Eastwick - John Williams
- 1988 The Milagro Beanfield War - Dave Grusin
  - The Accidental Tourist - John Williams
  - Dangerous Liaisons - George Fenton
  - Gorillas in the Mist - Maurice Jarre
  - Rain Man - Hans Zimmer
- 1989 The Little Mermaid - Alan Menken
  - Born on the Fourth of July - John Williams
  - The Fabulous Baker Boys - Dave Grusin
  - Field of Dreams - James Horner
  - Indiana Jones and the Last Crusade - John Williams
- 1990 (63rd) Dances with Wolves - John Barry
  - Avalon - Randy Newman
  - Ghost - Maurice Jarre
  - Havana - Dave Grusin
  - Home Alone - John Williams
- 1991 (64th) Beauty and the Beast - Alan Menken
  - Bugsy - Ennio Morricone
  - The Fisher King - George Fenton
  - JFK - John Williams
  - The Prince of Tides - James Newton Howard
- 1992 (65th) Aladdin - Alan Menken
  - Basic Instinct - Jerry Goldsmith
  - Chaplin - John Barry
  - Howards End - Richard Robbins
  - A River Runs Through It - Mark Isham
- 1993 (66th) Schindler's List - John Williams
  - The Age of Innocence - Elmer Bernstein
  - The Firm - Dave Grusin
  - The Fugitive - James Newton Howard
  - The Remains of the Day - Richard Robbins
- 1994 (67th) The Lion King - Hans Zimmer
  - Forrest Gump - Alan Silvestri
  - Interview with the Vampire - Elliot Goldenthal
  - Little Women - Thomas Newman
  - The Shawshank Redemption - Thomas Newman
- 1995 (68th)
  - Best Original Dramatic Score: Il postino (The Postman) - Luis Enríquez Bacalov
    - Apollo 13 - James Horner
    - Braveheart - James Horner
    - Nixon - John Williams
    - Sense and Sensibility - Patrick Doyle

  - Best Original Musical or Comedy Score: Pocahontas - Alan Menken; Stephen Schwartz
    - The American President - Marc Shaiman
    - Sabrina - John Williams
    - Toy Story - Randy Newman
    - Unstrung Heroes - Thomas Newman
- 1996 (69th) separate awards:
  - Best Original Dramatic Score: The English Patient - Gabriel Yared
    - Hamlet - Patrick Doyle
    - Michael Collins - Elliot Goldenthal
    - Shine - David Hirschfelder
    - Sleepers - John Williams

  - Best Original Musical or Comedy Score: Emma - Rachel Portman
    - The First Wives Club - Marc Shaiman
    - The Hunchback of Notre Dame - Alan Menken; Stephen Schwartz
    - James and the Giant Peach - Randy Newman
    - The Preacher's Wife - Hans Zimmer
- 1997 (70th) separate awards:
  - Best Original Dramatic Score: Titanic - James Horner
    - Amistad - John Williams
    - Good Will Hunting - Danny Elfman
    - Kundun - Philip Glass
    - L.A. Confidential - Jerry Goldsmith

  - Best Original Musical or Comedy Score: The Full Monty - Anne Dudley
    - Anastasia - Stephen Flaherty; Lynn Ahrens; David Newman
    - As Good as It Gets - Hans Zimmer
    - Men in Black - Danny Elfman
    - My Best Friend's Wedding - James Newton Howard
- 1998 (71st) separate awards:
  - Best Original Dramatic Score: La vita è bella (Life Is Beautiful) - Nicola Piovani
    - Elizabeth - David Hirschfelder
    - Pleasantville - Randy Newman
    - Saving Private Ryan - John Williams
    - The Thin Red Line - Hans Zimmer

  - Best Original Musical or Comedy Score: Shakespeare in Love - Stephen Warbeck
    - A Bug's Life - Randy Newman
    - Mulan - Matthew Wilder (music); David Zippel (lyrics); Jerry Goldsmith (orchestral score)
    - Patch Adams - Marc Shaiman
    - The Prince of Egypt - Stephen Schwartz (music/lyrics); Hans Zimmer (orchestral score)

Best Original Score
- 1999 (72nd) The Red Violin - John Corigliano
  - American Beauty - Thomas Newman
  - Angela's Ashes - John Williams
  - The Cider House Rules - Rachel Portman
  - The Talented Mr. Ripley - Gabriel Yared

#### Thập niên 2000
| Năm                                              | Phim điện ảnh                 | Người nhận đề cử |
| ------------------------------------------------ | ----------------------------- | ---------------- |
| 2000 (73)                                        |                               |                  |
| Ngọa hổ tàng long                                | Đàm Thuẫn                     |                  |
| Chocolat                                         | Rachel Portman                |                  |
| Gladiator                                        | Hans Zimmer                   |                  |
| Malèna                                           | Ennio Morricone               |                  |
| The Patriot                                      | John Williams                 |                  |
| 2001 (74)                                        |                               |                  |
| Chúa tể những chiếc nhẫn: Hiệp hội nhẫn thần     | Howard Shore                  |                  |
| A.I. Artificial Intelligence                     | John Williams                 |                  |
| A Beautiful Mind                                 | James Horner                  |                  |
| Harry Potter và Hòn đá Phù thủy                  | John Williams                 |                  |
| Công ty Quái vật                                 | Randy Newman                  |                  |
| 2002 (75)                                        |                               |                  |
| Frida                                            | Elliot Goldenthal             |                  |
| Catch Me If You Can                              | John Williams                 |                  |
| Far from Heaven                                  | Elmer Bernstein               |                  |
| The Hours                                        | Philip Glass                  |                  |
| Road to Perdition                                | Thomas Newman                 |                  |
| 2003 (76)                                        |                               |                  |
| Chúa tể những chiếc nhẫn: Sự trở lại của nhà vua | Howard Shore                  |                  |
| Big Fish                                         | Danny Elfman                  |                  |
| Cold Mountain                                    | Gabriel Yared                 |                  |
| Đi tìm Nemo                                      | Thomas Newman                 |                  |
| House of Sand and Fog                            | James Horner                  |                  |
| 2004 (77)                                        |                               |                  |
| Finding Neverland                                | Jan A. P. Kaczmarek           |                  |
| Harry Potter và tên tù nhân ngục Azkaban         | John Williams                 |                  |
| Lemony Snicket's A Series of Unfortunate Events  | Thomas Newman                 |                  |
| The Passion of the Christ                        | John Debney                   |                  |
| The Village                                      | James Newton Howard           |                  |
| 2005 (78)                                        |                               |                  |
| Brokeback Mountain                               | Gustavo Santaolalla           |                  |
| The Constant Gardener                            | Alberto Iglesias              |                  |
| Hồi ức của một geisha                            | John Williams                 |                  |
| Munich                                           | John Williams                 |                  |
| Kiêu hãnh và định kiến                           | Dario Marianelli              |                  |
| 2006 (79)                                        |                               |                  |
| Babel                                            | Gustavo Santaolalla           |                  |
| The Good German                                  | Thomas Newman                 |                  |
| Notes on a Scandal                               | Philip Glass                  |                  |
| Pan's Labyrinth                                  | Javier Navarrete              |                  |
| The Queen                                        | Alexandre Desplat             |                  |
| 2007 (80)                                        |                               |                  |
| Chuộc lỗi                                        | Dario Marianelli              |                  |
| Chuyến tàu đến Yuma                              | Marco Beltrami                |                  |
| The Kite Runner                                  | Alberto Iglesias              |                  |
| Michael Clayton                                  | James Newton Howard           |                  |
| Chuột đầu bếp                                    | Michael Giacchino             |                  |
| 2008 (81)                                        |                               |                  |
| Triệu phú ổ chuột                                | A. R. Rahman                  |                  |
| Dị nhân Benjamin                                 | Alexandre Desplat             |                  |
| Defiance                                         | James Newton Howard           |                  |
| Milk                                             | Danny Elfman                  |                  |
| Rô-bốt biết yêu                                  | Thomas Newman                 |                  |
| 2009 (82)                                        |                               |                  |
| Vút bay                                          | Michael Giacchino             |                  |
| Avatar                                           | James Horner                  |                  |
| Fantastic Mr. Fox                                | Alexandre Desplat             |                  |
| The Hurt Locker                                  | Marco Beltrami & Buck Sanders |                  |
| Sherlock Holmes                                  | Hans Zimmer                   |                  |

### Thập niên 2010
| Năm                                | Phim điện ảnh                 | Người nhận đề cử |
| ---------------------------------- | ----------------------------- | ---------------- |
| 2010 (83)                          |                               |                  |
| The Social Network                 | Trent Reznor & Atticus Ross   |                  |
| 127 giờ                            | A. R. Rahman                  |                  |
| Bí kíp luyện rồng                  | John Powell                   |                  |
| Inception                          | Hans Zimmer                   |                  |
| The King's Speech                  | Alexandre Desplat             |                  |
| 2011 (84)                          |                               |                  |
| Nghệ sĩ                            | Ludovic Bource                |                  |
| Những cuộc phiêu lưu của Tintin    | John Williams                 |                  |
| Hugo                               | Howard Shore                  |                  |
| Tinker Tailor Soldier Spy          | Alberto Iglesias              |                  |
| Chiến mã                           | John Williams                 |                  |
| 2012 (85)                          |                               |                  |
| Cuộc đời của Pi                    | Mychael Danna                 |                  |
| Anna Karenina                      | Dario Marianelli              |                  |
| Argo                               | Alexandre Desplat             |                  |
| Lincoln                            | John Williams                 |                  |
| Tử địa Skyfall                     | Thomas Newman                 |                  |
| 2013 (86)                          |                               |                  |
| Cuộc chiến không trọng lực         | Steven Price                  |                  |
| Kẻ trộm sách                       | John Williams                 |                  |
| Her                                | William Butler & Owen Pallett |                  |
| Philomena                          | Alexandre Desplat             |                  |
| Cuộc giải cứu thần kỳ              | Thomas Newman                 |                  |
| 2014 (87)                          |                               |                  |
| The Grand Budapest Hotel           | Alexandre Desplat             |                  |
| The Imitation Game                 | Alexandre Desplat             |                  |
| Hố đen tử thần                     | Hans Zimmer                   |                  |
| Mr. Turner                         | Gary Yershon                  |                  |
| Thuyết yêu thương                  | Jóhann Jóhannsson             |                  |
| 2015 (88)                          |                               |                  |
| The Hateful Eight                  | Ennio Morricone               |                  |
| Người đàm phán                     | Thomas Newman                 |                  |
| Carol                              | Carter Burwell                |                  |
| Ranh giới                          | Jóhann Jóhannsson             |                  |
| Star Wars: Thần lực thức tỉnh      | John Williams                 |                  |
| 2016 (89)                          |                               |                  |
| Những kẻ khờ mộng mơ               | Justin Hurwitz                |                  |
| Jackie                             | Micachu                       |                  |
| Lion                               | Hauschka & Dustin O'Halloran  |                  |
| Moonlight                          | Nicholas Britell              |                  |
| Người du hành                      | Thomas Newman                 |                  |
| 2017 (90)                          |                               |                  |
| Người đẹp và thủy quái             | Alexandre Desplat             |                  |
| Cuộc di tản Dunkirk                | Hans Zimmer                   |                  |
| Bóng ma sợi chỉ                    | Jonny Greenwood               |                  |
| Star Wars: Jedi cuối cùng          | John Williams                 |                  |
| Three Billboards: Truy tìm công lý | Carter Burwell                |                  |
| 2018 (91)                          |                               |                  |
| Black Panther                      | Ludwig Göransson              |                  |
| BlacKkKlansman                     | Terence Blanchard             |                  |
| If Beale Street Could Talk         | Nicholas Britell              |                  |
| Đảo của những chú chó              | Alexandre Desplat             |                  |
| Mary Poppins trở lại               | Marc Shaiman                  |                  |
| 2019 (92)                          |                               |                  |
| Joker                              | Hildur Guðnadóttir            |                  |
| Những người phụ nữ bé nhỏ          | Alexandre Desplat             |                  |
| Câu chuyện hôn nhân                | Randy Newman                  |                  |
| 1917                               | Thomas Newman                 |                  |
| Star Wars: Skywalker trỗi dậy      | John Williams                 |                  |

## Thống kê

### Các người đoạt giải với nhiều lần đề cử
4 nhà soạn nhạc đã đoạt giải Oscar trong 2 năm liên tiếp:
- Franz Waxman, cho phim Sunset Boulevard (1950) và phim A Place in the Sun (1951),
- Andre Previn, cho phim Gigi (phim) (1958) và phim Porgy and Bess (1959),
- Alan Menken cho phim Beauty and The Beast (1991) và phim Aladdin (1992),
- Gustavo Santaolalla cho phim Brokeback Mountain (2005) và phim Babel (2006).

Dưới đây là danh sách các nhà soạn nhạc được đề cử nhiều hơn 1 lần và đã đoạt ít nhất 1 giải Oscar. Danh sách được xếp theo số lần đoạt giải, cùng tổng số lần được đề cử trong ngoặc đơn. 
| - 9: Alfred Newman (45) - 5: John Williams (45) - 4: Alan Menken (5) - 4: Johnny Green (12) - 4: André Previn (11) - 4: John Barry (6) - 3: Max Steiner (25) - 3: Ray Heindorf (17) - 3: Morris Stoloff (17) - 3: Miklós Rózsa (16) - 3: Dimitri Tiomkin (14) - 3: Maurice Jarre (8) - 3: Ken Darby (6) | - 3: Roger Edens (6) - 3: Saul Chaplin (5) - 3: Adolph Deutsch (5) - 2: Franz Waxman (11) - 2: Henry Mancini (7) - 2: Erich Wolfgang Korngold (3) - 2: Gustavo Santaolalla (2) - 2: Howard Shore (2) - 1: Jerry Goldsmith (17) - 1: Victor Young (17) - 1: Herbert Stothart (11) - 1: Elmer Bernstein (10) - 1: Lionel Newman (9) | - 1: James Horner (9) - 1: Hans Zimmer (7) - 1: Dave Grusin (6) - 1: Georges Delerue (5) - 1: Bernard Herrmann (5) - 1: Aaron Copland (4) - 1: Elliot Goldenthal (3) - 1: Rachel Portman (3) - 1: Stephen Schwartz (3) - 1: Gabriel Yared (3) - 1: John Corigliano (2) - 1: Nino Rota (2) - 1: Dario Marianelli (2) |  |

### Các nhà soạn nhạc khác được đề cử nhiều lần
Các nhà soạn nhạc sau đây đã được đề cử nhận giải Oscar nhiều hơn 1 lần; nhưng tới năm 2008, 11 nhà soạn nhạc còn sống chưa đoạt được giải thưởng. Số lần được đề cử trong ngoặc đơn. 
| Quá cố: - Alex North (14) - Roy Webb (7) - Werner Janssen (6) - Richard Hageman (5) - Edward Ward (5) - Frank Skinner (4) - Louis Gruenberg (3) - Ernst Toch (3) - Marvin Hatley (2) - Jack Nitzsche (2) - Victor Schertzinger (2) - Louis Silvers (2) | Còn sống: - Thomas Newman (9) - Randy Newman (8) - James Newton Howard (7) - Ennio Morricone (5) - Lalo Schifrin (5) - Danny Elfman (4) - George Fenton (4) - Philip Glass (3) - Marc Shaiman (3) - Alexandre Desplat (2) - Patrick Doyle (2) - Richard Robbins (2) |  |  |